# Vescornis hebeiensis
Vescornis hebeiensis — викопний птах родини Gobipterygidae підкласу енанціорносових (Enantiornithes), що мешкав у ранній крейді близько 122 млн років тому. Викопні зразки знайшли у китайській провінції Хебей у 2004 році. Голотип знаходиться у Інституті геології та палеонтології Китайської академії наук в Нанкіні.